# La Chapelle-Hullin
La Chapelle-Hullin korábbi község Franciaország Loire mente régiójában, Maine-et-Loire megyében. 2016. december 15-én kilenc másik korábbi községgel egyesült és Ombrée d’Anjou új község része lett.
Lakosainak száma 135 fő (2018. január 1.). La Chapelle-Hullin Renazé, Chazé-Henry, Grugé-l’Hôpital és Vergonnes községekkel határos.

## Népesség
A település népességének változása:
| Lakosok száma | 245  | 200  | 170  | 145  | 140  | 135  | 136  | 137  | 136  | 135  |
|               | 1968 | 1975 | 1982 | 1990 | 1999 | 2006 | 2011 | 2013 | 2017 | 2018 |